# ايمانويل ر. جولد
ايمانويل ر. جولد (بالإنجليزية: Emanuel R. Gold)‏ هو سياسي أمريكي، ولد في 25 أغسطس 1935، وتوفي في 24 يناير 2013. حزبياً، نشط في الحزب الديمقراطي. وقد انتخب عضو جمعية ولاية نيويورك.